# إرنست وايلد
كان هنري إرنست وايلد (بالإنجليزية: Henry Ernest Wild )‏ (10 أغسطس 1879 - 10 مارس 1918)، المعروف باسم إرنست وايلد ، بحارًا بريطانيًا في البحرية الملكية ومستكشف القطب الجنوبي ، وهو الأخ الأصغر لفرانك وايلد. على عكس شقيقه الأكثر شهرة ، الذي ذهب إلى الجنوب في خمس مناسبات ، قام إرنست وايلد برحلة واحدة فقط إلى القطب الجنوبي ، كعضو في فريق بحر روس في بعثة إرنست شاكلتون الإمبراطورية العابرة للقارة القطبية الجنوبية